# Sony Ericsson K300i
Sony Ericsson K300i為索尼爱立信於2005年3月推出的GSM手提電話。內建30萬畫素數位相機，更可以在手機上操作如MSN等及時通訊軟體。